# L'Arc-en-Ciel
L'Arc-en-Ciel (Raruku an shieru (tiếng Pháp nghĩa là "cầu vồng"), viết cách điệu thành L'Arc~en~Ciel), còn được gọi là Laruku, là một ban nhạc rock người Nhật Bản được thành lập tại Osaka vào năm 1991 bởi tay bass tetsuya và giọng ca hyde. Sau khi chia tay các thành viên đời đầu là hiro và pero, nghệ sĩ guitar ken và tay trống sakura lần lượt được tuyển mộ để thay thế họ vào các năm 1992 và 1993. Mặc dù khởi đầu sự nghiệp là một ban nhạc visual kei, nhưng L'Arc-en-Ciel không có bất kỳ liên hệ nào với trào lưu trên kể từ tác phẩm ra mắt hãng đĩa lớn vào năm 1994. Sakura rời ban nhạc vào năm 1997 và người thay thế anh là yukihiro vào tháng 1 năm 1998, qua đó hoàn thiện đội hình hiện tại.
Với ước tính 40 triệu đĩa nhạc tiêu thụ, L'Arc-en-Ciel là nghệ sĩ Nhật Bản đầu tiên diễn chính tại nhà hát Madison Square Garden. Năm 2003, nhóm được HMV Japan xếp ở vị trí số 58 trong danh sách 100 nhạc sĩ pop hàng đầu Nhật Bản.

## Lịch sử hoạt động

### 1991–1997: Thành lập, tác phẩm ra mắt hãng đĩa lớn và chia tay sakura
Tháng 2 năm 1991, tay bass tetsuya (lúc ấy được gọi là TETSU) đã chiêu mộ giọng ca chính hyde (lúc ấy được gọi là HIDE), nghệ sĩ guitar hiro và tay trống pero. Họ cùng nhau thành lập một ban nhạc và lấy tên là L'Arc-en-Ciel. Một năm sau, tức sau khi trở nên nổi tiếng ở quê hương Osaka, hiro rời ban nhạc vào ngày 12 tháng 6 năm 1992. Sau đấy Tetsuya thuyết phục người bạn của mình là ken bỏ đại học và tham gia ban nhạc để chơi guitar. Tuy nhiên, pero sau đó rời nhóm vào ngày 30 tháng 12 năm 1992. Một năm sau, sakura tham gia với vai trò tay trống mới của L'Arc-en-Ciel.
Ngày 1 tháng 4 năm 1993, ban nhạc phát hành album đầu tay Dune trên hãng đĩa độc lập nhưng có tiếng tăm Danger Crue. Album gặt hái thành công và chiếm ngôi quán quân trên bảng xếp hạng nhạc indie của Oricon. Thành tích ấy đã thu hút sự chú ý của một số hãng lớn. Năm 1994, L'Arc-en-Ciel ký hợp đồng với Ki/oon, chi nhánh của Sony Music Entertainment Japan. Họ phát hành album ra mắt hãng đĩa lớn có tên Tierra cùng năm đó. Album thứ ba Heavenly trình làng tiếp theo vào năm 1995. Năm 1996, album thứ tư True trở thành album đầu tiên của nhóm bán ra hơn một triệu bản.
Ngày 24 tháng 2 năm 1997, tay trống sakura bị bắt giữ vì phạm Luật kiểm soát chất kích thích. Tháng 5 năm ấy, anh chịu án hai năm tù treo trong ba năm. Khi tin tức về vụ bắt giữ công khai trước truyền thông, các đĩa CD của nhóm bị dỡ bỏ khỏi kệ trong các cửa hàng băng đĩa. Bài hát "The Fourth Avenue Cafe" của ban nhạc bị thay thế làm bài nhạc hiệu kết thúc thứ tư của bộ anime Rurouni Kenshin chỉ sau bốn tập còn dự định phát hành đĩa đơn bị hoãn (về sau đã được phát hành vào năm 2006).
Trong ít tháng tiếp theo, nhóm tiếp tục có mặt trên các tạp chí với ba thành viên. Ngày 17 tháng 10, đĩa đơn "Niji" được phát hành mà vắng mặt sakura. Thay thế anh là yukihiro (cựu tay trống của nhóm Zi:Kill và Die in Cries) trong vai trò thành viên hỗ trợ. sakura chính thức tuyên bố chia tay L'Arc-en-Ciel vào ngày 4 tháng 11. Các thành viên còn lại thành lập "The Zombies", được quảng cáo là "ban nhạc sao chép" hát các bài hát đã ký hợp đồng của L'Arc-en-Ciel. Giai đoạn tạm nghỉ của nhóm kết thúc bằng một buổi hòa nhạc tại Tokyo Dome vào ngày 23 tháng 12 năm 1997 mang tên Reincarnation. Đây là buổi biểu diễn đầu tiên của ban nhạc tại tụ điểm này và có tới 56.000 khán giả tham dự, cùng số vé được bán hết trong kỷ lục bốn phút.

### 1998–2003: Thành công vang dội và tạm nghỉ

Logo chính thức của L'Arc-en-Ciel trong thập niên 2010

Yukihiro chính thức gia nhập L'Arc-en-Ciel làm tay trống của nhóm vào ngày 1 tháng 1 năm 1998. Đĩa đơn "Winter Fall" (phát hành vào cuối tháng) đã trở thành bài hát quán quân đầu tiên của nhóm trên Oricon Singles Chart. Sau đó, ban nhạc phát hành album Heart vào ngày 25 tháng 2 năm 1998. Ban nhạc cũng có tên trong các đĩa nhạc phát hành tiếng Nhật và Philippines ở soudtrack chính thức của phim Godzilla. Đĩa nhạc được phát hành vào ngày 19 tháng 5 năm 1998 thông qua Epic Records và chủ yếu bao gồm những ca khúc alternative rock.
Ngày 1 tháng 7 năm 1999, nhóm phát hành cùng lúc hai album Ark và Ray. Hai album này trở thành những album tiếng Nhật đầu tiên được phát hành đồng thời ở các nước châu Á khác ngoài Nhật Bản. Cả hai album đều đứng đầu bảng xếp hạng âm nhạc của Oricon, với Ark chiếm vị trí số một còn Ray chiếm vị trí thứ hai, mỗi album bán ra hơn hai triệu bản. Thành tích ấy bên cạnh Grand Cross Tour năm 1999 (quy tụ hơn 650.000 khán giả trong 12 buổi hòa nhạc) là dấu mốc đỉnh cao về mặt thương mại trong sự nghiệp của nhóm.
Năm 2000, hai ca khúc của ban nhạc được đưa vào soundtrack của phim Ring 0: Birthday. Album kế tiếp Real trình làng vào ngày 30 tháng 8 năm 2000 và là album phòng thu cuối cùng của nhóm ở thời điểm ấy. Bài hát "Stay Away" trích từ album đã có mặt trong trò chơi điện tử DrumMania 4th Mix. Album tổng hợp Clicked Singles Best 13 được phát hành vào ngày 14 tháng 3 năm 2001. Đĩa nhạc gồm 12 bài hát được người hâm mộ của nhóm lựa chọn trực tuyến. Album còn đưa vào một bài hát thứ 13 tặng kèm là "Anemone". Album Real của nhóm được tái phát hành dưới dạng Super Audio CD vào ngày 4 tháng 7 năm 2001. "Spirit Dreams Inside (Another Dream)" (phát hành vào ngày 5 tháng 9 năm 2001) là đĩa đơn cuối cùng của L'Arc-en-Ciel trước tạm ngừng hoạt động một thời gian dài. Bản tiếng Anh của bài tiêu đề được sử dụng làm nhạc hiệu kết thúc của Final Fantasy: The Spirits Inside.

### 2003–2006: Tái xuất và hoạt động trên thị trường quốc tế

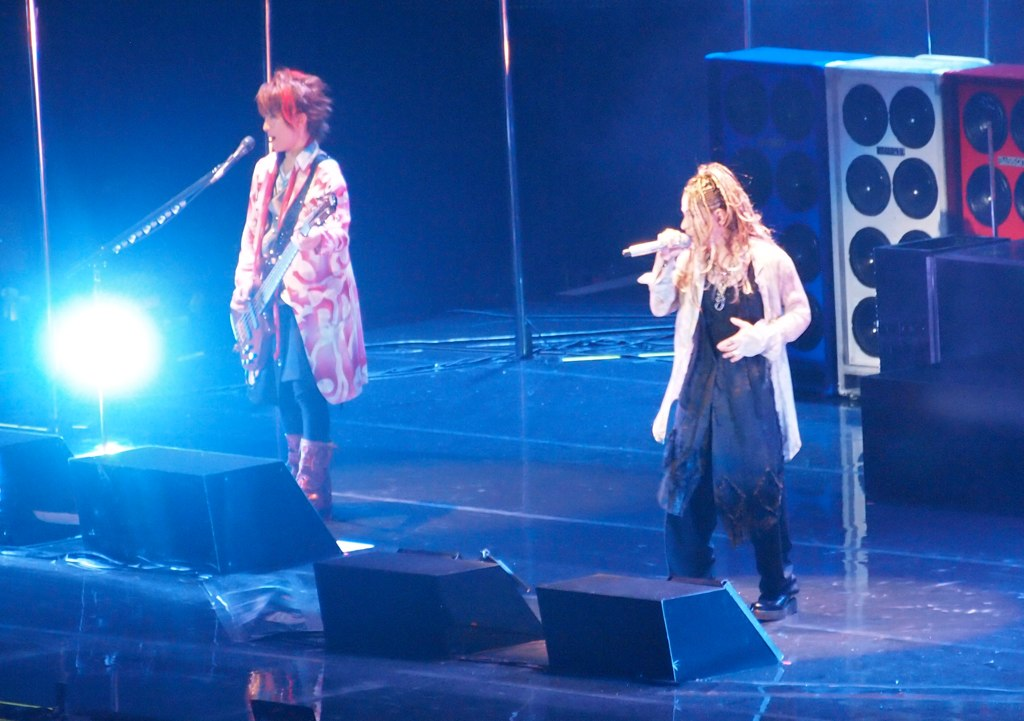
Tetsuya và hyde biểu diễn tại Madison Square Garden vào năm 2012

Sau hai năm rưỡi, L'Arc-en-Ciel biểu diễn một loạt 7 đêm hòa nhạc (mang tên Shibuya Seven Days) tại Tokyo vào tháng 6 năm 2003. Trong sự kiện này, nhóm thông báo rằng một album mới sẽ được phát hành vào năm sau. "Ready Steady Go" (đĩa đơn đầu tiên của nhóm sau hơn ba năm) được phát hành vào tháng 2 năm 2004. Bài hát này được sử dụng làm bài nhạc hiệu mở đầu cho bộ anime Fullmetal Alchemist. Đĩa đơn đứng đầu bảng xếp hạng đĩa đơn hàng tuần của Oricon. Ngoài ra, một đoạn nhạc mẫu của bài hát này cũng được sử dụng trong trò chơi của Nintendo DS có tên là Osu! Tatakae! Ouendan. Tiếp đó ban nhạc phát hành một đĩa đơn khác tên "Hitomi no Juunin" vào đầu tháng 3 năm 2004. Dự án album tiếp theo mang tên Smile trình làng vào ngày 31 tháng 3. Ngay sau đó, tức vào ngày 2 tháng 6, đĩa đơn "Jiyuu e no Shoutai" là đĩa nhạc đầu tiên có một bài hát của P'unk-en-Ciel.
Năm 2005, ban nhạc phát hành nhiều đĩa đơn khác nhau, gồm "Killing Me", "New World" và "Jojoushi". Sau đấy tất cả những bài này được đưa vào album Awake, phát hành vào ngày 22 tháng 6 năm 2005. Album gồm 12 bài hát, tính cả "Lost Heaven" (bài hiệu kết thúc của Fullmetal Alchemist the Movie: Conqueror of Shamballa). Một đĩa đơn khác của ban nhạc là "Link" được phát hành vào ngày 20 tháng 7 năm 2005. Ca khúc này còn có mặt trong bộ phim kể trên (dưới dạng bài nhạc hiệu mở đầu) và được đưa vào album tiếp theo của nhóm mang tên Kiss.
Tháng 8 năm 2005, ban nhạc thực hiện chuyến lưu diễn toàn quốc cho album Awake. Kế tiếp là một chuyến lưu diễn khác mang tên Asia Live 2005, sự kiện mà ban nhạc biểu diễn ở Seoul và Thượng Hải rồi kết thúc tại Tokyo Dome. Sau hai chuyến lưu diễn này, các thành viên của L'Arc-en-Ciel chú tâm đến các dự án solo của họ. Tetsuya bắt đầu thu âm với Morrie cho dự án solo Creature Creature của mình. Yukihiro tái lập ban nhạc Acid Android của mình và phát hành đĩa đơn "Let's Dance" vào ngày 5 tháng 4 năm 2006. Acid Android đã cùng Mucc biểu diễn hai buổi hòa nhạc tại Thượng Hải vào tháng 4 năm 2006. Hyde thì sáng tác "Glamourous Sky", bài nhạc hiệu của bộ phim điện ảnh chuyển thể từ manga Nana. Bài hát do ca sĩ nhạc pop Nakashima Mika thể hiện, đánh dấu lần đầu tiên hyde sáng tác nhạc cho một ca sĩ khác. Ngoài ra, album solo của anh là Faith được phát hành vào ngày 26 tháng 4 năm 2006. Hyde còn thực hiện chuyến lưu diễn kéo dài 5 tháng khắp Nhật Bản để quảng bá cho album của mình. Sau khi ký hợp đồng với Tofu Records, anh tổ chức bốn buổi hòa nhạc nhỏ tại Mỹ vào tháng 7 năm 2006, đánh dấu màn ra mắt tại Mỹ. Đây là dự án solo đầu tiên của L'Arc-en-Ciel được tổ chức bên ngoài Nhật Bản. Ngày 23 tháng 8 năm 2006, ken phát hành đĩa đơn solo mang tên "Speed".

### 2006–2010: Kỷ niệm 15 năm hoạt động và tạm nghỉ hòa nhạc
Ngày 25 và 26 tháng 11 năm 2006, L'Arc-en-Ciel biểu diễn hai show tại Tokyo Dome để kỷ niệm 15 năm thành lập nhóm. Vé của những buổi hòa nhạc này đã được bán hết trong hai phút, phá vỡ kỷ lục trước đó cũng do họ thiết lập. Một cuộc thăm dò đã được tạo trên trang web chính thức của họ (vài tuần trước buổi biểu diễn) cho phép người hâm mộ chọn những bài hát mà họ muốn nghe tại show. Sau đấy buổi hòa nhạc được phát sóng trên kênh WOWOW vào ngày 23 tháng 12 năm 2006, rồi được phát lại trên kênh MTV Hàn Quốc vào ngày 8 tháng 2 năm 2007.
L'Arc-en-Ciel thu âm bài hát "Shine" - được dùng làm bài nhạc hiệu mở đầu cho bộ anime Seirei no Moribito của NHK. Mùa xuân năm 2007, nhóm khởi động chuyến lưu diễn Mata Heart ni hi wo Tsukero 2007 tại Nhật Bản. Ban nhạc còn phát hành đĩa đơn "Seventh Heaven" vào ngày 30 tháng 5 năm 2007, ca khúc đã chiếm ngôi quán quân bảng xếp hạng của Oricon. Bài hát "My Heart Draws a Dream" (được dùng trong quảng cáo của Subaru) còn được phát hành dưới dạng đĩa đơn vào ngày 29 tháng 8 năm 2007. Đĩa đơn này cũng giành ngôi quán quân bảng xếp hạng Oricon.
Sau đấy L'Arc-en-Ciel thu âm bài hát "Daybreak's Bell" - được dùng làm bài nhạc hiệu mở đầu đầu tiên cho bộ anime Mobile Suit Gundam 00. Bài hát này được phát hành dưới dạng đĩa đơn vào ngày 10 tháng 10 năm 2007, rồi đạt vị trí đứng đầu bảng xếp hạng hàng tuần của Oricon. Từ ngày 14 tháng 11 đến ngày 25 tháng 12 năm 2007, ban nhạc phát hành đĩa đơn phiên bản hạn chế có tựa đề "Hurr Xmas", cùng với hai DVD mới ghi nhân đề 15th L'Anniversary Live và Chronicle 3. Album phòng thu Kiss của nhóm được phát hành vào ngày 21 tháng 11 năm 2007 và giành ngôi nhất bảng xếp hạng Oricon.
Kế đến L'Arc-en-Ciel tiến hành chuyến lưu diễn Theatre of Kiss (được tổ chức từ ngày 22 tháng 12 năm 2007 đến ngày 17 tháng 2 năm 2008). Bài hát "Drink It Down" được sử dụng làm bài nhạc hiệu mở đầu bằng tiếng Nhật cho trò chơi điện tử Devil May Cry 4 trên máy PS3/Xbox 360. Ca khúc phát hành dưới dạng đĩa đơn vào ngày 2 tháng 4 năm 2008 và đứng đầu bảng xếp hạng hàng tuần của Oricon. Ban nhạc thực hiện một chuyến lưu diễn mang tên Tour 2008 L'7: Trans Asia via Paris, tính cả một số thành phố lớn của Châu Á cũng như Paris, Pháp. Trong chuyến lưu diễn này, một live show bị gián đoạn cho đến năm 2011 được thông báo, mặc dù chất liệu sáng tác mới vẫn sẽ tiếp tục được phát hành.
Đĩa đơn mặt A kép của nhóm là "Nexus 4/Shine" và đĩa DVD Tour 2007-2008 Theatre of Kiss được phát hành cùng lúc vào ngày 27 tháng 8 năm 2008. Ngày 20 tháng 5 năm 2009, L'Arc-en-Ciel phát hành đĩa DVD ghi lại buổi hòa nhạc trực tiếp của họ tại Paris, mang tên Live in Paris . Hyde và KAZ thành lập nhóm nhạc hard rock Vamps và phát hành album đầu tiên trùng trên nhóm là Vamps, tức vào ngày 10 tháng 6 năm 2009. Ngày 1 tháng 12 năm 2009, L'Arc-en-Ciel thông báo phát hành đĩa đơn mới mang tên "Bless" vào ngày 27 tháng 1 năm 2010. Nhạc phẩm được dùng làm bài hát nhạc hiệu cho chương trình phát sóng Thế vận hội Vancouver 2010 của NHK. Ngoài ra, tetsu thông báo rằng anh đã đổi nghệ danh thành "tetsuya" và phát hành cuốn sách nghệ thuật đầu tiên của mình. Cuốn sách kể trên xếp thứ 6 trong Talent Book Charts, có in những bức ảnh trực tiếp đầu tiên và cuộc phỏng vấn dài 30.000 nhân vật với tay bass.

### 2011–2013: Kỷ niệm 20 năm hoạt động và chuyến lưu diễn toàn thế giới
Kết thúc thời gian tạm nghỉ live show vào ngày 1 tháng 1 năm 2011, L'Arc-en-Ciel tổ chức lễ kỷ niệm 20 năm thành lập lẫn lễ mừng năm mới với buổi hòa nhạc L'A Happy New Year! diễn ra lúc nửa đêm tại Makuhari Messe. Ngày 16 tháng 2, nhóm phát hành album tổng hợp Twenity, chia làm ba phần: Twenity 1991-1996, Twenity 1997-1999 và Twenity 2000-2010. Những album này là một bộ sưu tập những bài "hay nhất" của ban nhạc, chứa mọi thứ từ khi thành lập nhóm, gồm những đĩa đơn ăn khách cho đến những tác phẩm mới nhất của họ. Kế đến một hộp đĩa mang tên Twenity Box được phát hành vào ngày 9 tháng 3 và chứa cả ba album. Sản phẩm tặng kèm là một DVD tổng hợp đặc biệt ghi lại lịch sử 20 năm của ban nhạc, một cuốn sổ tay chất lượng cao và một hộp nhạc đặc biệt ghi nhạc "Flower", "Anata", "New World" hoặc "My Heart Draws a Dream" theo thứ tự ngẫu nhiên.
Sau đó, có thông báo rằng L'Arc-en-Ciel sẽ góp bút bài nhạc hiệu mang tên "Good Luck My Way" cho bộ anime điện ảnh Hagane no Renkinjutsushi: Mirosu no Sei-naru Hoshi. Đây là sáng tác thứ tư của nhóm cho loạt Fullmetal Alchemist. Bài hát được phát hành dưới dạng đĩa đơn L'Anniversary đầu tiên của nhóm vào ngày 29 tháng 6 năm 2011. Ngoài ra nhằm kỷ niệm 20 năm hoạt động cùng nhau, L'Arc-en-Ciel tổ chức buổi hòa nhạc L'Anniversary lần thứ 20 tại sân vận động Ajinomoto ở Tokyo vào ngày 28–29 tháng 5 năm 2011, với mỗi ngày dành riêng để tri ân nửa sự nghiệp của họ. Tất cả số tiền thu được từ buổi hòa nhạc đã được quyên góp để cứu trợ thảm họa động đất ở Đại Đông Nhật Bản. Bên cạnh đó, vào cuối buổi hòa nhạc, ban nhạc thông báo rằng sẽ thực hiện L'Anniversary Japan Tour vào năm 2011, cũng như chuyến lưu diễn vòng quanh thế giới vào năm 2012. Ngày 12 tháng 10 năm 2011, đĩa đơn L'Anniversary thứ hai được phát hành mang tên "XXX". Sau đấy L'Arc-en-Ciel được các nhà sản xuất của bộ phim điện ảnh người đóng Wairudo Sebun mời thể hiện ca khúc nhạc hiệu của bộ phim. Với tựa đề "Chase", bài hát được phát hành dưới dạng đĩa đơn L'Anniversary thứ ba của nhóm vào ngày 21 tháng 12.

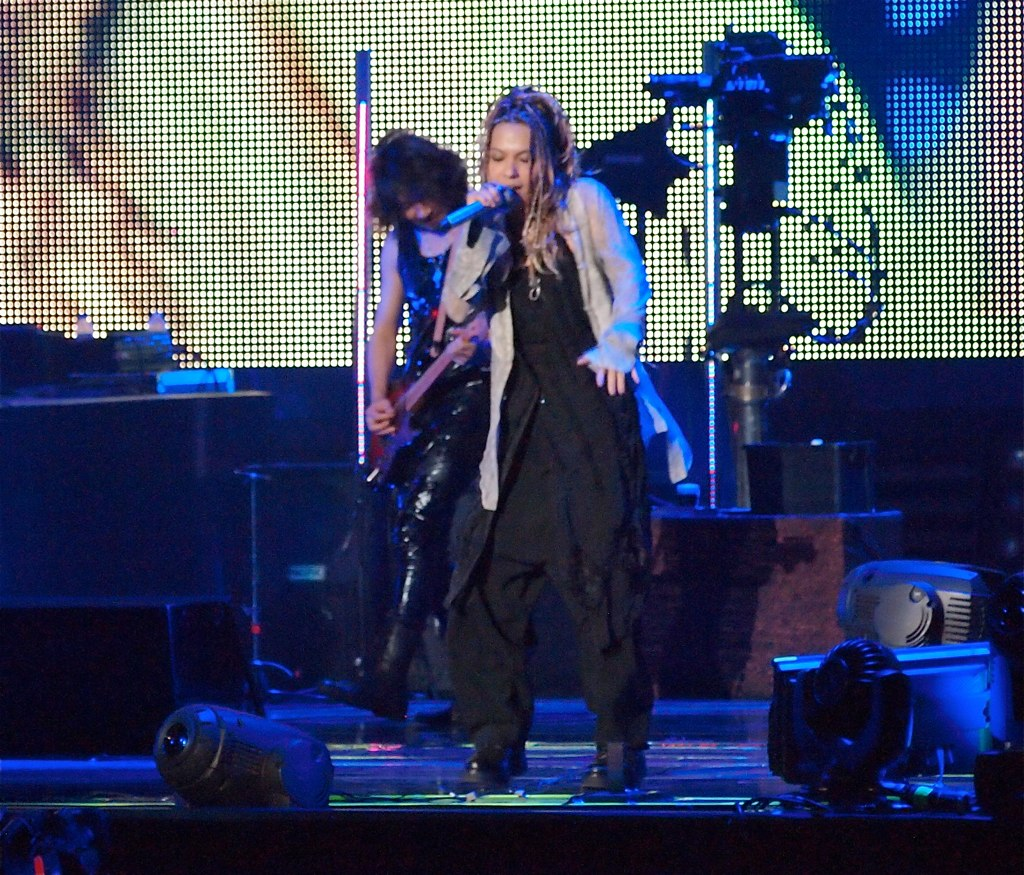
ken và hyde biểu diễn tại Madison Square Garden vào năm 2012

Kế đến L'Arc-en-Ciel thông báo rằng nhóm sẽ phát hành album phòng thu thứ 12 và tặng cho những người hâm mộ mua đĩa "Chase" một suất nghe sớm bằng việc phát sóng trực tiếp ban nhạc xử lý hậu kỳ cho album vào ngày 26 tháng 12 trên Ustream. Ban nhạc còn thông báo rằng ban nhạc bản thể khác của nhóm, P'unk-en-Ciel sẽ phát hành album đầu tiên của họ, mang tên P'unk is Not Dead vào cùng ngày hôm ấy. Album thứ 12 của ban nhạc là Butterfly, được phát hành vào ngày 8 tháng 2 năm 2012. Album chứa tất cả đĩa đơn của nhóm từ đĩa đơn "Drink it Down" trở đi và 4 ca khúc mới.
Chuyến lưu diễn toàn thế giới năm 2012 của ban nhạc lần lượt đưa họ đến Hồng Kông vào ngày 3 tháng 3, Băng Cốc vào ngày 7 tháng 3, Thượng Hải vào ngày 10 tháng 3, Đài Bắc vào ngày 17 tháng 3, New York vào ngày 25 tháng 3, Luân Đôn vào ngày 11 tháng 4, Paris vào ngày 14 tháng 4, Singapore vào ngày 28 tháng 4, Jakarta vào ngày 2 tháng 5, Seoul vào ngày 5 tháng 5, Yokohama vào ngày 12–13 tháng 5, Osaka vào ngày 19–20 tháng 5, Tokyo vào ngày 26–27 tháng 5 và Honolulu vào ngày 31 tháng 5. Show diễn của nhóm ở New York lúc đầu dự kiến tổ chức tại The Theater ở Madison Square Garden vào ngày 23 tháng 3, nhưng sau đó dời sang nhà thi đấu chính, biến L'Arc-en-Ciel trở thành nghệ sĩ Nhật Bản đầu tiên có suất diễn chính tại tụ điểm ca nhạc huyền thoại. Nhóm kết thúc chuyến lưu diễn qua việc trở lại Mỹ trong hai đêm ở Honolulu, Hawaii vào ngày 31 tháng 5 và ngày 1 tháng 6, trong đó ngày hôm sau chỉ dành cho các thành viên thuộc câu lạc bộ hâm mộ của nhóm. Vào hôm đầu tiên, thị trưởng Peter Carlisle của Honolulu bất ngờ xuất hiện và tuyên bố ngày 31 tháng 5 là "Ngày L'Arc~en~Ciel", cho biết ông cảm thấy ban nhạc "có đóng góp to lớn cho các hoạt động văn hóa và xây dựng cầu nối hữu nghị giữa Hawaii và Nhật Bản".

### 2014–2020: Kỷ niệm 25 năm hoạt động và L'ArChristmas Live
Ngày 21 và 22 tháng 3 năm 2014, ban nhạc tổ chức một buổi hòa nhạc kéo dài hai ngày tại sân vận động Quốc gia Nhật Bản ở Tokyo, nơi họ vừa biểu diễn vừa thông báo về việc phát hành đĩa đơn mới mang tên "Everlasting" trong tương lai. Vào tháng 6 năm 2015, ban nhạc thông báo một buổi hòa nhạc kéo dài hai ngày nữa dưới tên L'ArCasino, được tổ chức tại Sân khấu đặc biệt ngoài trời Umeshima, Osaka, vào các ngày 21 và 22 tháng 9. Giống như các buổi biểu diễn trực tiếp trước đó ở Tokyo, nhóm đã thể hiện một đĩa đơn dự kiến phát hành vào đợt Giáng sinh, "Wing's Flap". Vào tháng 12 năm 2016, đĩa đơn "Don't be Afaird" được phát hành. Bài hát được sử dụng làm bài nhạc hiệu cho bộ phim Vùng đất quỷ dữ: Hồi cuối và trò chơi điện tử Resident Evil 7. Để quảng bá cho sản phẩm, ban nhạc ghi hình một video âm nhạc VR cho PlayStation 4, trong đó có cảnh các thành viên chiến đấu với thây ma trong Thành phố Racoon hư cấu của loạt trò chơi.
Năm 2017, L'Arc-en-Ciel kỷ niệm 25 năm thành lập với hai show tại Tokyo Dome vào ngày 9 và 10 tháng 4. Chỉ có 110.000 chỗ ngồi dành cho gần 600.000 người hâm mộ đăng ký vé qua hình thức bốc thăm. Tháng 12 năm 2018, buổi diễn dịp Giáng sinh đầu tiên của L'Arc-en-Ciel được tổ chức tại Tokyo Dome. Cuối năm 2019, ban nhạc tăng cường sự hiện diện của họ trên mạng xã hội qua việc mở tài khoản chính thức trên Instagram cũng như một kênh chính thức trên YouTube. Nhóm cũng phát hành hầu hết các album nhạc của mình trên các dịch vụ phát nhạc trực tuyến khác nhau, bao gồm Apple Music và Spotify.
Ngày 9 tháng 1 năm 2020, ban nhạc bắt đầu chuyến lưu diễn tại nhà thi đấu mới, chuyến lưu diễn đầu tiên sau 8 năm. Tổng cộng có 12 show diễn trực tiếp sẽ được tổ chức tại 5 thành phố từ tháng 1 đến tháng 3, bắt đầu từ thành phố quê hương của họ tại Hội trường Osaka-jō. Tuy nhiên, bốn buổi hòa nhạc cuối cùng bị hủy do những lo ngại liên quan đến bùng phát coronavirus.

### 2021–nay: Đĩa đơn mới và kỷ niệm 30 năm hoạt động

Logo chính thức của L'Arc-en-Ciel

Nhân dịp kỷ niệm 30 năm thành lập ban nhạc vào năm 2021, nhóm đã tiến hành hợp tác với kênh truyền hình Nhật Bản WOWOW. Bắt đầu từ tháng 2 năm 2021, đài đã phát sóng hầu hết các buổi hòa nhạc trước đây của L'Arc-en-Ciel trong nhiều tháng. Vào các ngày 29 và 30 tháng 5, ban nhạc biểu diễn hai buổi hòa nhạc mang tên L'Appy Birthday tại Makuhari Messe của Chiba. Ngày 31 tháng 5, ban nhạc phát hành đĩa kỹ thuật số "Mirai", bài hát mới đầu tiên của họ sau gần 5 năm. Đĩa đơn được sử dụng làm bài nhạc hiệu của trò chơi điện tử Blue Protocol của Bandai Namco. Đĩa đơn thứ hai mang tên "Forever", được công bố là bài nhạc hiệu mở đầu thứ hai của bộ anime chuyển thể từ Edens Zero vào ngày phim phát sóng (3 tháng 7). Bài hát được phát hành kỹ thuật số vào ngày 8 tháng 8 năm 2021, đồng thời bản đĩa vật lý được phát hành vào ngày 21 tháng 9 năm 2021.
Chuyến lưu diễn L'Anniversary Tour toàn quốc lần thứ 30 chứng kiến ban nhạc tổ chức 19 buổi hòa nhạc trên khắp Nhật Bản từ ngày 5 tháng 9 đến ngày 26 tháng 12. Hai buổi hòa nhạc cuối cùng của chuyến lưu diễn được tổ chức tại Tokyo Dome vào ngày 21 và 22 tháng 5 năm 2022.

## P'unk-en-Ciel
P'unk-en-Ciel (cách điệu là P'UNK~EN~CIEL ) là một bản thể khác của L'Arc-en-Ciel. Được giới thiệu vào năm 2004, hyde nhận chơi guitar, ken chơi trống, yukihiro chơi bass, trong khi tetsuya thể hiện giọng hát. Các bài hát của P'unk-en-Ciel mang âm hưởng punk nhiều hơn và âm nhạc của họ thường nặng hơn và nhanh hơn với màu sắc khác do giọng hát của tetsuya. Hyde đeo miếng dán cướp biển trên mắt trái trong buổi biểu diễn P'unk-en-Ciel. Yukihiro thì đeo mặt nạ phòng độc; tuy nhiên, khán giả chỉ nhìn thấy anh một lần như thế tại một buổi hòa nhạc sống trong chuyến lưu diễn Smile của họ vào năm 2004.
Các bài hát của P'unk-en-Ciel đã được thu âm và sử dụng làm mặt B trong các đĩa đơn từ năm 2004 và những màn trình diễn các ca khúc ấy của nhóm nằm trên đĩa DVD nhạc sống. Họ cũng giới thiệu nhân vật truyền hình Aoki Sayaka (gọi là P'UNK青木) trong bài hát "Round and Round 2005". Ngày 8 tháng 2 năm 2012, P'unk-en-Ciel phát hành album đầu tiên mang tên P'unk is Not Dead, gồm tất cả 12 bài hát mà họ phát hành tính đến thời điểm đó.

## Thành viên
- hyde – hát chính (1991–nay)
  - Nhạc cụ đôi khi dùng: guitar, keyboard, harmonica
  - Lúc đầu sử dụng tên HIDE.[5]
- tetsuya – bass, hát bè, thủ lĩnh (1991–nay)
  - Nhạc cụ đôi khi dùng: keyboard
  - Lúc đầu sử dụng cái tên TETSU, rồi đổi thành tetsu.
- Ken – guitar, hát bè (1992–nay)
  - Nhạc cụ đôi khi dùng: keyboard, tambourine, vibraphone, autoharp, lap steel guitar
- yukihiro – trống, bộ gõ (1998–nay)
  - Nhạc cụ đôi khi dùng: synthesizer

Thành viên cũ
- hiro – guitar (1991–1992)
- pero – trống (1991–1992)
- sakura – trống, bộ gõ (1993–1997)

## Danh sách đĩa nhạc
- Dune (1993)
- Tierra (1994)
- Heavenly (1995)
- True (1996)
- Heart (1998)
- Ark (1999)
- Ray (1999)
- Real (2000)
- Smile (2004)
- Awake (2005)
- Kiss (2007)
- Butterfly (2012)
- P'unk Is Not Dead (2012) (as P'unk-en-Ciel)